# Rettet den Regenwald
Rettet den Regenwald (en español, Salva la Selva) es una organización ecologista alemana con sede en Hamburgo creada en 1986, cuyo fin es la protección y conservación de los bosques, en especial los tropicales, a través del apoyo a sus habitantes. Actualmente (2007), está dirigida por Reinhard Behrend y  cuenta con unos 5000 socios.

## Objetivos de la asociación
La Asociación Salva la Selva es una organización ambiental políticamente independiente, que defiende a los habitantes de los bosques tropicales y su entorno, contribuyendo además con apoyo financiero. A través de acciones semanales en línea y con la publicación de la revista Regenwald Report (sólo en alemán, cuatro-cinco veces al año) denuncia las actividades de  empresas, negocios, bancos, que destruyen las selvas en el mundo. Pone además de manifiesto las responsabilidades políticas de quienes consienten la destrucción del medio ambiente y la violación de derechos fundamentales. Las áreas centrales de trabajo giran alrededor de la denuncia de la destrucción de las selvas tropicales y otros ecosistemas naturales. Así, Salva la Selva denuncia el uso de maderas tropicales, la extracción y explotación de oro y otros minerales en áreas de alto valor ecológico, la expansión de monocultivos industriales (palma aceitera, soja, caña de azúcar, jatropha, etc), la construcción de carreteras y mega-infraestructuras en zonas protegidas, así como la vigilancia y defensa de los derechos humanos en todos estos contextos.
Salva la Selva ha sido reconocida en Alemania como una organización de interés comunitario y especialmente recomendable. La revista Öko-Test (Eco-Test) otorgó a la Asociación en 2002 el sello "Muy Bueno" por el manejo de las donaciones.
Esta asociación actúa principalmente sobre los países que poseen selvas tropicales y zonas boscosas.

## Regenwald Report (Reportes de la Selva)
El Regenwald Report es la revista de la asociación salva la Selva. Sale cuatro veces al año con reportajes sobre acciones y éxitos relacionados con la protección de los bosques tropicales y sobre grupos ambientalistas locales que están comprometidos con la conservación de los bosques y los derechos humanos de sus habitantes. El Regenwald Report se publica desde 1986. Los números posteriores a 1995 (en alemán). La tirada es de entre 40 a 50.000 ejemplares.